# Simon Bolivar Buckner
Simon Bolivar Buckner, Sr. (1 de abril de 1823 – 8 de janeiro de 1914) foi um general do exército confederado, e posteriormente, governador do Kentucky (1887-1891). Durante a Guerra Civil Americana, Buckner rendeu-se ao general da União Ulysses S. Grant após a fuga de seus superiores. Seu filho, Simon Bolivar Buckner, Jr., foi um general americano durante a Segunda Guerra Mundial.

## Biografia
Depois de se formar na Academia Militar dos Estados Unidos em West Point, Buckner tornou-se instrutor lá. Ele fez uma pausa no ensino para servir na Guerra Mexicano-Americana, participando de muitas das principais batalhas desse conflito. Ele renunciou ao exército em 1855 para administrar os imóveis de seu sogro em Chicago, Illinois. Ele retornou ao seu estado natal de Kentucky em 1857 e foi nomeado ajudante geral pelo governador Beriah Magoffin em 1861. Nesta posição, ele tentou impor ao Kentucky a política de neutralidade nos primeiros dias da Guerra Civil. Quando a neutralidade do estado foi violada, Buckner aceitou uma comissão no Exército Confederado depois de recusar uma comissão semelhante ao Exército da União. Em 1862, ele aceitou o pedido de Ulysses S. Grant de uma "rendição incondicional" na Batalha de Fort Donelson. Ele foi o primeiro general confederado a render um exército na guerra. Ele passou cinco meses como prisioneiro de guerra. Após sua libertação, Buckner participou da fracassada invasão de Kentucky por Braxton Bragg e perto do fim da guerra tornou-se chefe de gabinete de Edmund Kirby Smith no Departamento de Trans-Mississippi.

Nos anos que se seguiram à guerra, Buckner tornou-se ativo na política. Ele foi eleito governador do Kentucky em 1887. Foi sua segunda campanha para esse cargo. Seu mandato foi atormentado por rixas violentas na parte oriental do estado, incluindo a rixa de Hatfield-McCoy e a Guerra do Condado de Rowan. Seu governo foi abalado por um escândalo quando o tesoureiro estadual James "Honest Dick" Tate fugiu com US$ 250 000 do tesouro do estado. Como governador, Buckner tornou-se conhecido por vetar legislação de interesse especial. Somente na sessão legislativa de 1888, ele emitiu mais vetos do que os dez governadores anteriores combinados. Em 1895, ele fez uma tentativa malsucedida de uma vaga no Senado dos Estados Unidos. No ano seguinte, ele se juntou ao Partido Nacional Democrata, ou "Democratas do Ouro", que defendia uma política do padrão-ouro sobre a posição da Prata Livre dos democratas da linha principal. Ele foi o candidato do Gold Democrats a vice-presidente dos Estados Unidos na eleição de 1896, mas obteve pouco mais de 1% dos votos em uma chapa com o ex-general da União John M. Palmer. Ele nunca mais procurou um cargo público e morreu em 8 de janeiro de 1914.